# Constantin Panaitiu
Constantin Panaitiu, romunski general, * 1888, Bughea De Jos † 1958, Valea Călmățuiului, Brăila.